# Roseina Boston
Auntie Roseina Boston (* 1935 auf Steward Island in Queensland; † am oder vor dem 24. September 2018) war eine Elder der Aborigines der Gumbayungirr aus dem Nambucca Valley in Australien. In der Sprache der Aborigines hieß sie Wanangaa und ihr Name bedeutet «Stopp». Sie war die letzte Gumleaf-Musikerin, die diese Musikrichtung spielen konnte und als einzige Frau viermal auf der Australian Gumleaf Playing Championship aufgetreten, die seit dem Jahre 1977 jährlich abgehalten wird. Gumleaf ist eine Musik der Aborigines, bei der ein Eukalyptusblatt an die Lippen gehalten wird und durch Luftstöße Töne erzeugt werden.

## Frühe Jahre
Sie lebte in ihren ersten Lebensjahren auf der Insel Steward auf der Eukalypten wuchsen, die später für einen Golfkurs gefällt wurden. Gumleaf-Musik hörte sie zum ersten Mal von ihren Onkeln. Ihre Mutter brachte ihr das Leben im Busch bei und wie man sich von Bush Food ernährt. Sie lernte Fischefangen, Würmer ausgraben und Seewürmer aufsammeln. Abendlich hörte sie ihrer Mutter, Onkeln und Verwandten am Lagerfeuer und deren Geschichten zu. Fasziniert war sie von der Gumleaf-Musik, die ihre Onkel spielten; bereits im Alter von acht Jahren konnte sie «Happy Birthday» und andere kurze Lieder vortragen. Der Bruder ihres Onkels, George Possum Davis war ein Mitglied der Burnt Bridge Gumleaf Band in den späten 1800er und in den frühen 1900er Jahren.

## Spätere Jahre
Ihr Repertoire war später wesentlich weiter und variantenreicher und sie ist eine weithin bekannte Persönlichkeit in Australien. Für sie hing alles von dem Gumleaf ab; sie malte aber auch. Sie konnte Vogelstimmen derart nachahmen, dass diese Vögel sie auf diese Töne hin anflogen.
Sie spielte beispielsweise die Nationalhymne Australiens vor Schulklassen und zu anderen Anlässen. Sie engagierte sich auch für die Gestohlene Generation und sie selbst musste die englische Sprache ab dem Jahre 1997 erst erlernen, wofür sie drei Jahre Zeit brauchte. Sie war verheiratet.
In ihrer Malerei, die sie 1993 begann, spielt das «Starfisch Dreaming» eine große Rolle; sie war katholischen Glaubens. Die Traumzeit spielte in ihrer und in der australischen Kultur für sie eine große Rolle. Auch die schwarze Schlange war ein Totem für sie.
Robin Ryan, Herb Patten und sie schrieben die Geschichte der Gumleaf-Musik nieder, woran sie sechs Jahre lang arbeiteten. Sie war eine anerkannte Spezialistin in der Geschichte dieser Musikrichtung. Sie trat auch bei ihren Musikdarbietungen verschiedentlich in Country-Bekleidung auf, wenn sie dieses Liedgut in Verbindung mit ihrem Gumleaf-Stil vortrug. Denn die traditionelle Gumleaf-Musik wurde durch neuzeitliche Musikstilrichtungen, wie beispielsweise Jazz und Country-Musik ergänzt und bereichert.